# 布鲁日站
布鲁日站（荷蘭語：Station Brugge）是比利時西佛兰德省省会布鲁日的鐵路車站，於1838年8月12日啟用，中間車站曾經歷數次改建，目前的車站完工於1939年。
2014年，該站為比利时第9繁忙的铁路车站。在1998年至2015年3月31日間，每日都有大力士高速列车前往巴黎。

## 列车服务
该站目前提供以下列车服务：
- 城际列车 (IC-01) 奥斯坦德 - 布魯日 - 根特 - 布鲁塞尔 - 鲁汶 - 列日 - 奥伊彭
- 城际列车 (IC-02) 奥斯坦德 - 布鲁日 - 根特 - 圣尼克拉斯 - 安特卫普
- 城际列车 (IC-03) 克诺克/布兰肯贝赫 - 布鲁日 - 根特 - 布鲁塞尔 - 鲁汶 - 亨克
- 城际列车 (IC-23) 奥斯坦德 - 布鲁日 - 科特赖克 - 佐特海姆 - 布鲁塞尔 - 布鲁塞尔机场
- 城际列车 (IC-23A) 布鲁日 - 根特 - 布鲁塞尔 - 布鲁塞尔机场（周一至周五）
- 城际列车 (IC-32) 布鲁日 - 鲁瑟拉勒 - 科特赖克
- 地方列车 (L-02) 泽布吕赫 - 布鲁日 – 根特 – 登德尔蒙德 – 梅赫伦（周一至周五）
- 地方列车 (L-02) 泽布吕赫 - 布鲁日 – 根特（周末）

## 图集
- 第一代站房（1840年代）
- 第二代站房（1890年代）